# هيو كوينسي الكسندر
هيو كوينسي الكسندر (بالإنجليزية: Hugh Quincy Alexander)‏ هو محامي وسياسي أمريكي، ولد في 7 أغسطس 1911، وتوفي في 17 سبتمبر 1989 في كانابوليس في الولايات المتحدة. حزبياً، نشط في الحزب الديمقراطي. وقد انتخب عضو مجلس نواب كارولينا الشمالية وانتخب عضو مجلس النواب الأمريكي.